# Malé Saské Švýcarsko

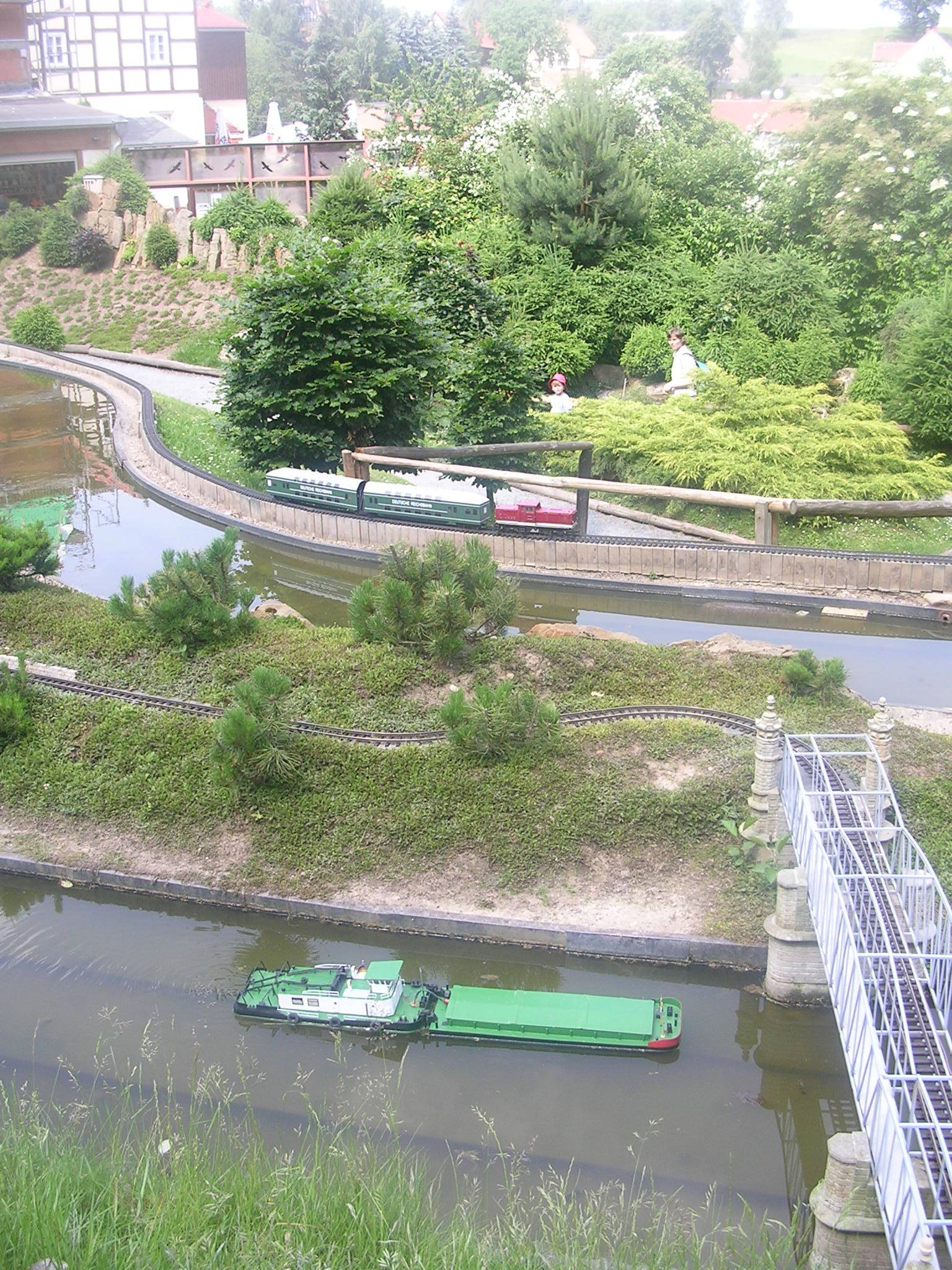

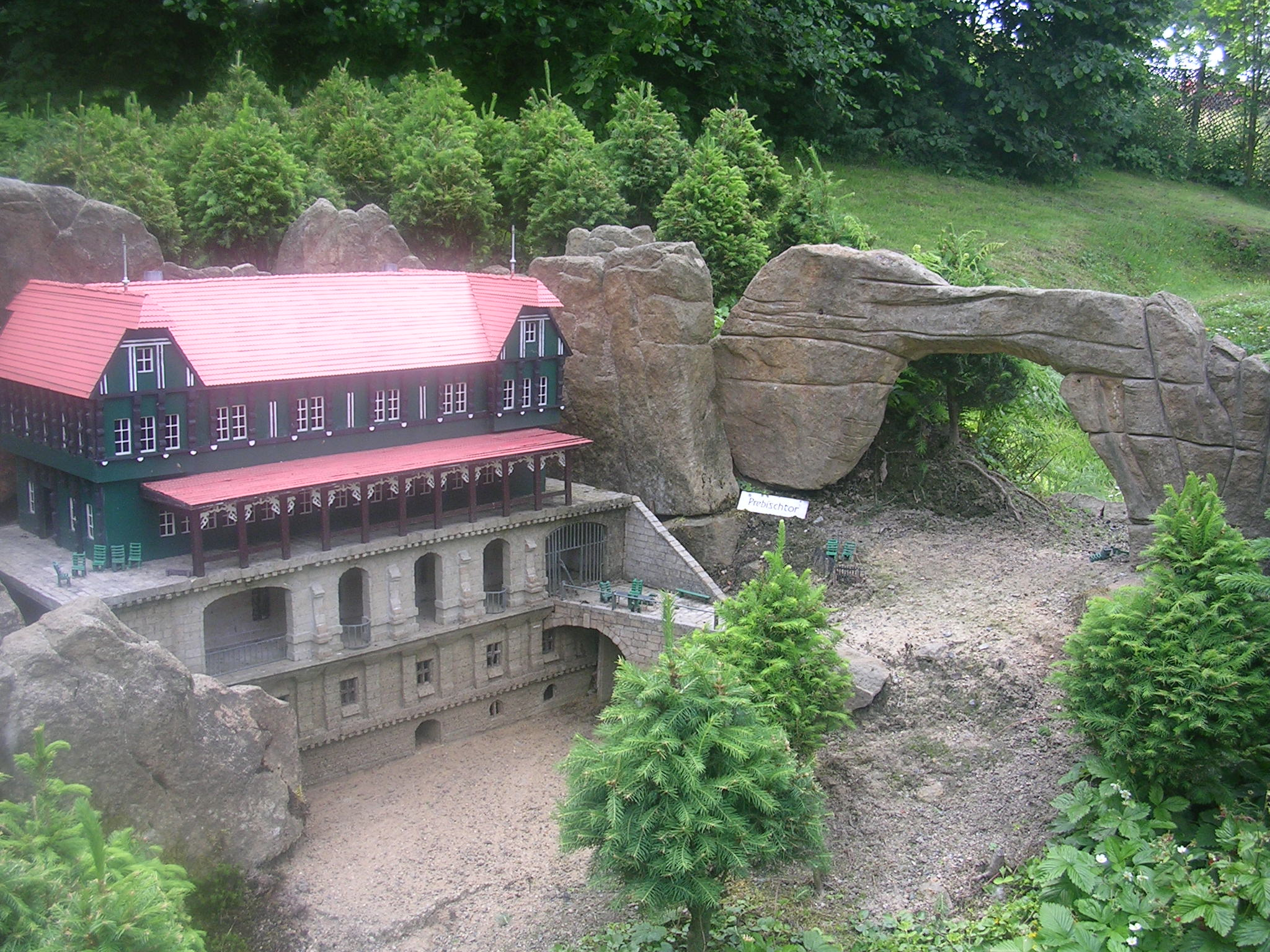
Model Pravčické brány

Malé Saské Švýcarsko (die Kleine Sächsische Schweiz) je výstavní a zábavní park, v němž jsou umístěny modely různých staveb a přírodních útvarů Saského Švýcarska, mezi nimiž projíždějí vlaky modelové železnice, pohyblivé jsou rovněž modely lodí (vedené podvodní kolejnicí), model veřejného výtahu v Bad Schandau a dalších objektů. Je zde umístěno asi 60 exponátů: modelů budov, jiných staveb, pískovcových skalních útvarů, vodních toků, vozidel atd. Park se nachází v Dorf Wehlen, což je vesnice připojená k městu Stadt Wehlen v Saském Švýcarsku.
Je soukromý, patří rodině Lorenzů a byl otevřen v roce 1997 a je stále dotvářen a doplňován o nové exponáty. Každý rok přibude několik modelů, například v roce 1997 byl postaven model vyhlídky Bastei, v roce 1998 pevnosti Königstein, v roce 1999 skalního útvaru Brandscheibe, v roce 2000 Pravčické brány s přilehlou restaurací, v roce 2003 model Karlova mostu v Bad Schandau, v roce 2004 hradu Wehlen, v roce 2005 model trolejbusu, který jezdil v letech 1901–1904 v Königsteinu, v roce 2005 hrad Hohnstein.
Park je otevřen od dubna do října denně. Součástí parku je sochařská dílna, v níž návštěvníci mohou sledovat výrobu modelů. S objektem je spojena restaurace. Dorf Wehlen je dostupná autobusem ze Stadt Wehlen, do kterého se dá dostat přívozem z nádraží na druhém břehu Labe. Základní vstupné pro dospělé je 7 €, pro děti a studenty, invalidy, důchodce, rodiny, skupiny atd. platí různé slevy. Aktivita některých atrakcí spadá do základní ceny, jiné fungují na mince.